# Riverton (Utah)
Riverton is een plaats (city) in de Amerikaanse staat Utah en valt bestuurlijk gezien onder Salt Lake County.

## Demografie
Bij de volkstelling in 2000 werd het aantal inwoners vastgesteld op 25.011.
In 2006 is het aantal inwoners door het United States Census Bureau geschat op 35.543, een stijging van 10532 (42,1%).

## Geografie
Volgens het United States Census Bureau beslaat de plaats een oppervlakte van
32,6 km², geheel bestaande uit land.

## Plaatsen in de nabije omgeving
De onderstaande figuur toont nabijgelegen plaatsen in een straal van 12 km rond Riverton.